# Jean-François Blondel
Pour les articles homonymes, voir Blondel.
Jean-François Blondel, né à Rouen en 1683 et mort le 9 octobre 1756, est un architecte français.

## Biographie
Jean-François Blondel est admis à l’Académie d'architecture en 1728.
Il est le maître et l'oncle de Jacques-François. Il a eu aussi comme élève un autre neveu, Jean-Baptiste Michel Vallin de la Mothe, qu'il a pris dans son agence à son retour de Rome.

## Principales réalisations
- Maison Mallet, Genève, 1724[3]
- Maison de Saussure, Creux de Genthod, 1724-1730[4]
- Manufacture des Tabacs, Morlaix, 1736-1740
- Palais des Consuls, Rouen, 1741-1747 (détruit en 1944)
- Hôtel des gardes du Roi, Versailles, 1750-1754

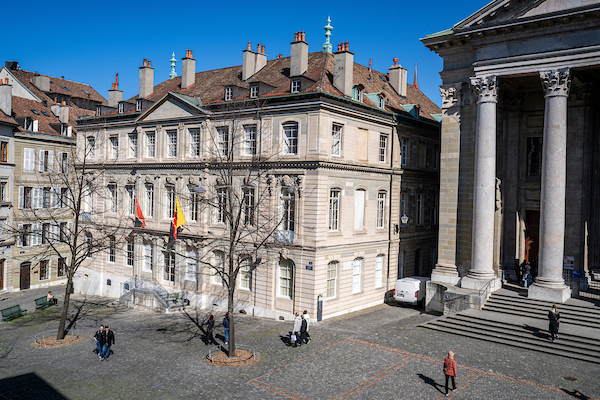
La Maison Mallet, Genève.
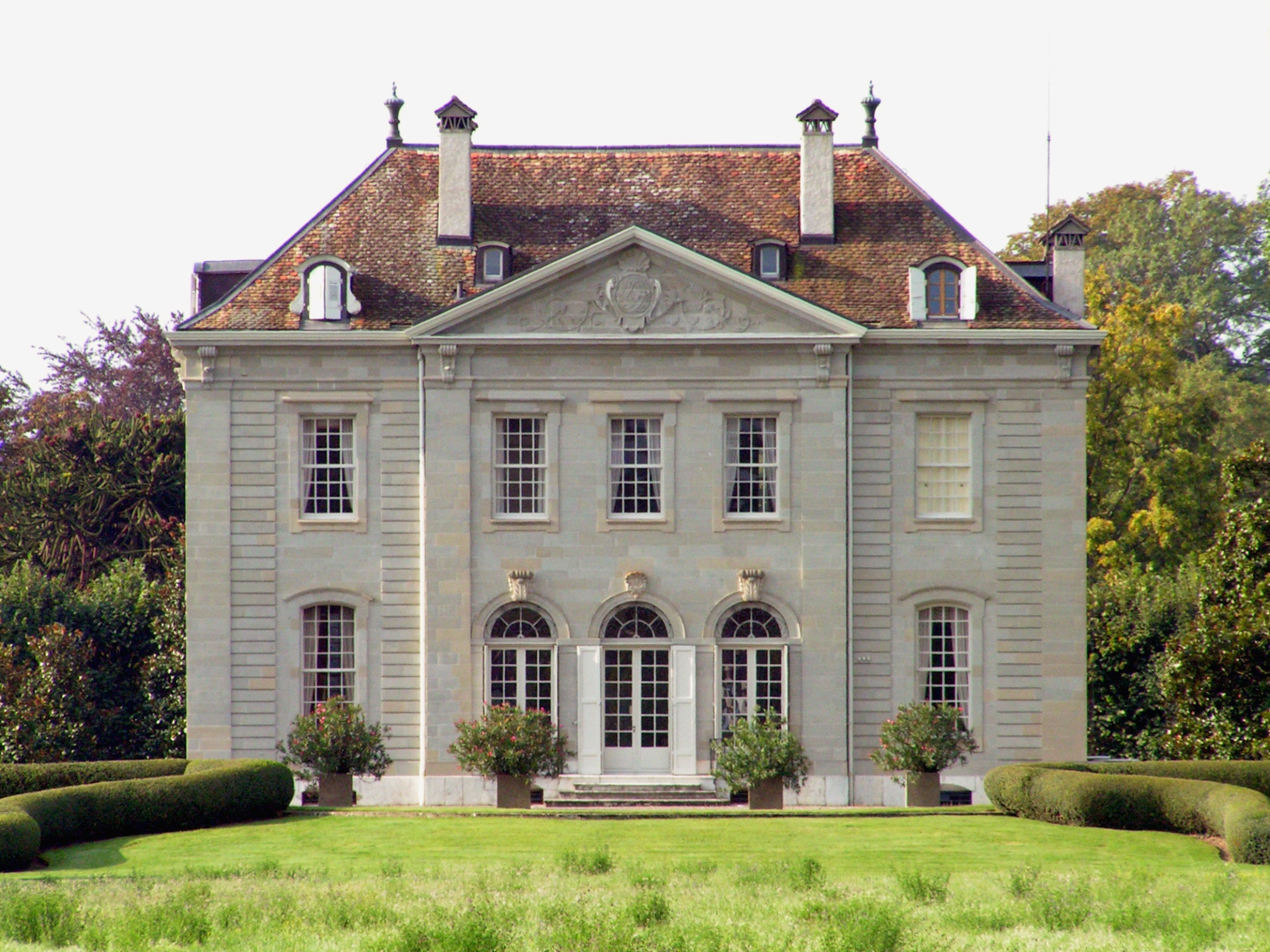
Maison de Saussure, Creux de Genthod.
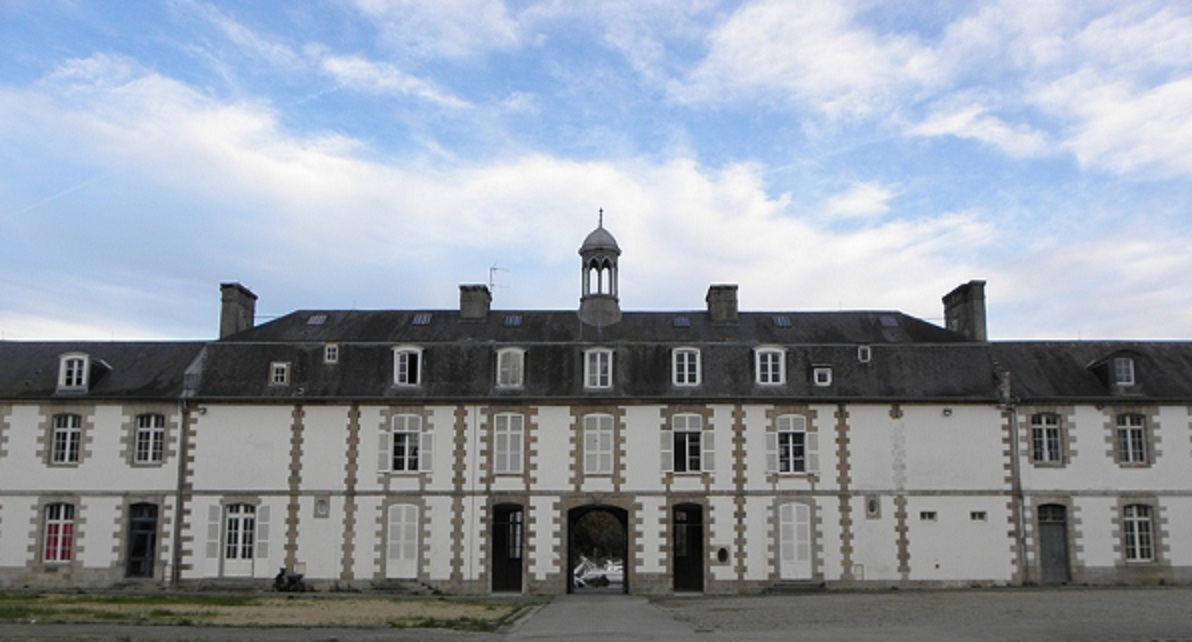
Manufacture des Tabacs, Morlaix.
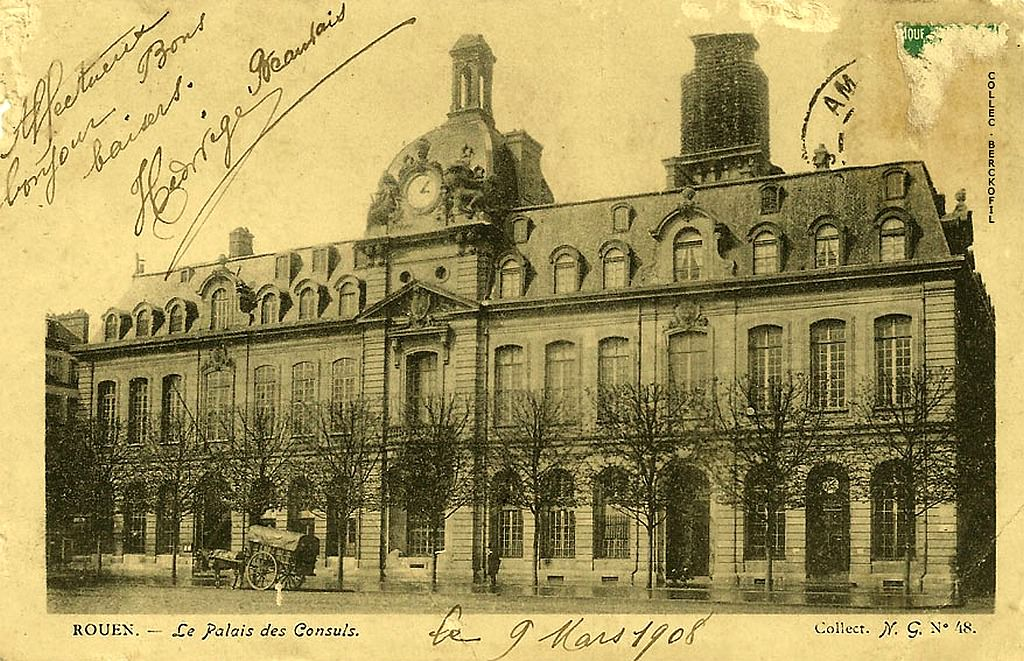
L'ancien palais des Consuls, Rouen, vers 1908, avant sa destruction en 1944 par les bombardements.